# Kornik sześciozębny
Kornik sześciozębny (Ips sexdentatus) – gatunek chrząszcza zaliczany do ryjkowcowatych.
Rójka
Przebiega na przełomie kwietnia i maja oraz lipca i sierpnia.
Wygląd
Larwa beznoga (jak u wszystkich kornikowatych), barwy białej, z jasno-brunatną głową. Poczwarka typu wolnego, barwy kremowej, kolebka poczwarkowa na styku łyka i bielu, często głęboko w korze. Imago wielkości 4,5–8,2 mm. Chrząszcz walcowaty, barwy kasztanowobrunatnej do ciemnobrunatnej, błyszczący i owłosiony. Owłosienie po bokach i na głowie silniejsze. Ścięcie pokryw wyraźnie wklęsłe, błyszczące. Po obu stronach ścięcia, na pokrywach po sześć charakterystycznych wyrostków tzw. zębów. Czwarty ząb jest największy i jest na końcu zgrubiały. Przedplecze łagodnie zaokrąglone. Pokrywy z rzędami głębokich, okrągłych punktów. Międzyrzędy szerokie i gładkie. Dymorfizm płciowy widoczny przy dużym powiększeniu czoła. U samca nad podłużną, gładką listewką (nad nadustkiem i guzkiem) przebiega gładka, poprzeczna linia.
Występowanie
Większa część Europy i Azja Północna. W Polsce pospolity na niżu, rzadszy w górach.
Pokarm
Żeruje na sośnie pospolitej i innych gatunkach sosen, rzadziej na świerku, wyjątkowo na modrzewiu i jodle. Częsty w drzewostanach starszych klas wieku. Zasiedla najczęściej drzewa z grubą korą, rzadko na żerdziach i pod cienką korą.
Znaczenie
Jest typowym szkodnikiem wtórnym. Atakuje drzewostany prześwietlone, o obniżonym poziomie wód gruntowych, osłabione i obumierające, najczęściej starsze, rzadko występuje w młodnikach. Przy gradacji atakuje sosny zupełnie zdrowe.